# A Song Is Born
A Song Is Born (A Canção Prometida, no Brasil[carece de fontes?]) é um filme musical estadunidense de 1948 dirigido por Howard Hawks, e estrelado por Danny Kaye e Virginia Mayo. O filme é um remake da comédia Bola de Fogo (1941) produzido por Samuel Goldwyn.

## Sinopse
Um grupo de professores de música leva uma cantora em fuga para se esconder em algum lugar, enquanto o namorado traficante está sendo investigado pela polícia.[carece de fontes?]

## Elenco
- Danny Kaye ... Professor Hobart Frisbee
- Virginia Mayo ... Honey Swanson
- Benny Goodman ... Professor Magenbruch
- Tommy Dorsey ... Ele mesmo
- Louis Armstrong ... Ele mesmo
- Charlie Barnet ... Ele mesmo
- Lionel Hampton ... Ele mesmo
- Mel Powell ... Ele mesmo
- Buck and Bubbles
- Buck Washington ... Buck
- John William Sublett ... Bubbles
- The Page Cavanaugh Trio ... Themselves
- The Golden Gate Quartet ... Themselves
- Russo and the Samba Kings ... Themselves
- Hugh Herbert ... Professor Twingle
- Steve Cochran ... Tony Crow
- J. Edward Bromberg
- Felix Bressart ... Professor Gerkikoff
- Ludwig Stossel
- O.Z. Whitehead
- Esther Dale